# Distretto elettorale di Okatana
Il distretto elettorale di Okatana è un distretto elettorale della Namibia situato nella Regione dell'Oshana con 14.801 abitanti al censimento del 2011. Il capoluogo è la città di Okatana.